# Hans Reichmann (Diplomat)
Hans Reichmann (* 27. Dezember 1910 in Wien, Österreich-Ungarn; † 1993 ebenda) war ein französischer Offizier und österreichischer Diplomat.

## Leben
1939 heiratete Hans Reichmann in Paris Valerie Wittmann-Jean, ihre Kinder waren Elisabeth, Franz und Rudolf.
Er studierte Rechtswissenschaft an der Universität Wien, wo er 1933 zum Doktor der Rechte promoviert wurde. 1934 erwarb er ein Diplom als Kaufmann und bis 1935 absolvierte er eine Gerichtsausbildung. Von 1936 bis 1938 übte er eine Anwaltstätigkeit im väterlichen Unternehmen aus.
Seine österreichische Staatsangehörigkeit wurde ihm in Folge des Anschluss Österreichs, 1938 entzogen, durch neun Monate Légion étrangère erwarb er 1940 die französische Staatsangehörigkeit. 1945 erhielt er die österreichische Staatsangehörigkeit zurück.
Nach dem Anschluss Österreichs emigrierte er nach Frankreich. Am 3. September 1939 trat er in die Französischen Streitkräfte ein. 1940 wurde er nach Sidi bel Abbès verlegt, wo er sechs Monate als Instrukteur der Légion étrangère wirkte. Ende 1940 wurde er in eine getarnte Einheit in Algier in Französisch-Nordafrika im Zweiten Weltkrieg versetzt. Im Dezember 1942 nach der Operation Torch war er stellvertretender Kompaniechef im Stab des französischen Afrikacorps. 1943 war er als Sous-lieutenant (Zugführer) an der tunesischen Front, als er im April 1943 beim Angriff auf Bizerte schwer verwundet wurde. Ab Herbst 1943 war er Depotkommandant der 3. algerischen Infanterie-Division. Ab 3. Juni 1943, nach Kapitulation der deutschen Truppen in Nordafrika im Mai 1943, war er Berater für mitteleuropäische Fragen des Französischen Komitees für die Nationale Befreiung in Algier. Er war auch an der Trennung der österreichischen von den deutschen Kriegsgefangenen beteiligt. Im Frühjahr 1944 stellte er ein österreichisches Bataillons aus Kriegsgefangenen und Deserteuren, überwiegend aus der Strafdivision 999, das nicht zu militärischen Einsatz kam, sondern nach dem 8. Mai 1945 zum Grenzschutzdienst in Tirol eingesetzt wurde, auf. Von Herbst bis Dezember 1944 nach der Operation Neptune war er Leutnant im Armeekommando. Von November 1945 bis April 1946 gehörte er zum engeren Stab des französischen Hochkommissars in Österreich, Marie Émile Antoine Béthouart.
Im April 1946 wurde er als Oberstleutnant aus der französischen Armee entlassen, trat der Österreichischen Volkspartei bei und betreute deren ausländischen Gäste beim Bundesparteitag ÖVP 1947 und 1949.
Er gehörte zu den Gründern des Verbandes der Österreicher in den Alliierten Armeen.
Von 1947 bis 1954 wurde er im österreichischen Innenministerium in Wien beschäftigt. Zu seinen Aufgaben gehörte die Räumung der westlichen Internierungslager. Die Neuordnung der Bundespolizeidirektion Wien. Der Aufbau einer neuen Staatspolizei – Zusammenarbeit mit westlichen Besatzungsmächten. Er war Vorgesetzter der Kriminalbeamten Anton Marek (Zeuge im Juliputsch) und Franz Kiridus, diese waren von Staatssekretär Ferdinand Graf (ÖVP) angewiesen als Gruppe 5, Maßnahmen gegen den Chef der Wiener Sicherheitspolizei, Heinrich Dürmayer zu ergreifen, wurden aber vom SMERSch verhaftet in Moskau zum Tod verurteilt, begnadigt und kamen erst nach dem Staatsvertrag nach Österreich zurück.
Im Jänner 1955 trat er in den auswärtigen Dienst der Republik Österreich und wurde zum Gesandtschaftsrat ernannt. Von 1956 bis 1958 war er stellvertretender Leiter der Rechtshilfeabteilung.
Von 1958 bis 1963 war er Ständiger Vertreter des österreichischen Außenministers beim Europarat. Dort startete er am 6. Juni 1961 eine diplomatische Initiative zur Südtirolfrage. Von 1963 bis 1969 leitete er die Rechtshilfeabteilung und dozierte an der Diplomatischen Akademie Wien.
Von 19. Juli 1969 bis 16. Dezember 1974 war er Botschafter beim Heiligen Stuhl auf dem zu dieser Zeit Paul VI. saß.
Von 1969 bis zu seiner Versetzung in den Ruhestand am 31. Dezember 1975 wurde er wieder im Außenministerium beschäftigt, wo er im November 1974 zum stellvertretenden Generalsekretär berufen wurde.
Anschließend lebte er in Wien. Er wurde am Wiener Zentralfriedhof bestattet.

## Dekoration
- Großkreuz des päpstlichen Piusordens
- Großkreuz des Souveränen Malteserordens
- Großkreuz OffK d jug FO Orden der Jugoslawischen Fahne[4]
- Großes Verdienstkreuz des Verdienstordens der Bundesrepublik Deutschland (1960)
- Ritterkreuz der Ehrenlegion
- Croix de guerre mit Palmen
- Großes Silbernes Ehrenzeichen für Verdienste um die Republik Österreich (1952)
- Ehrenzeichen für Verdienste um die Befreiung Österreichs[5]